# Aigen im Mühlkreis
Pour les articles homonymes, voir Aigen.
Aigen im Mühlkreis est une ancienne commune autrichienne du district de Rohrbach en Haute-Autriche, aujourd'hui incorporée à la commune d'Aigen-Schlägl.